# 系統管理
系统管理是指企业對计算机系统進行管理，這樣可以更有效地提高生产率。 
。自动化系統管理需要权衡时间和精力，这与公司规模， IT员工的专业知识以及所使用的技术有关。
- 对于拥有十台计算机的小型初创公司而言，自动化系統管理的过程可能需要員工花费更多的时间来学习如何使用和部署。
- 拥有数千名员工以及计算机的大型企业显然可以让IT员工学习如何进行自动化系统管理
- 大型公司的小型分支机构可以与公司總部的IT人员联系，他们具有在分支机构中如何部署自动化系统管理的经验，而无需分支机构中的人员来完成

在实時實施：
- 硬件維護
- 监视服务器
- 安装软件
- 反病毒和反恶意软件
- 用户活动监控
- 安全管理。
- 存储管理
- 网络容量和利用率监视